# Megísti
Cet article concerne le dème. Pour l'île, voir Kastellórizo.
Megísti, en grec Μεγίστη, Megísti, est un dème de Grèce du district régional de Rhodes dans la périphérie d'Égée-Méridionale. Composé de trois îles principales, Kastellórizo (ou Megísti, qui lui a donné son nom) , la seule habitée, Ro et Strongyli ainsi que de plusieurs îlots et rochers, c'est le dème le plus oriental du pays.

Carte du dème de Megísti avec la Turquie au nord et la frontière en pointillé.